# エプソン R-D1

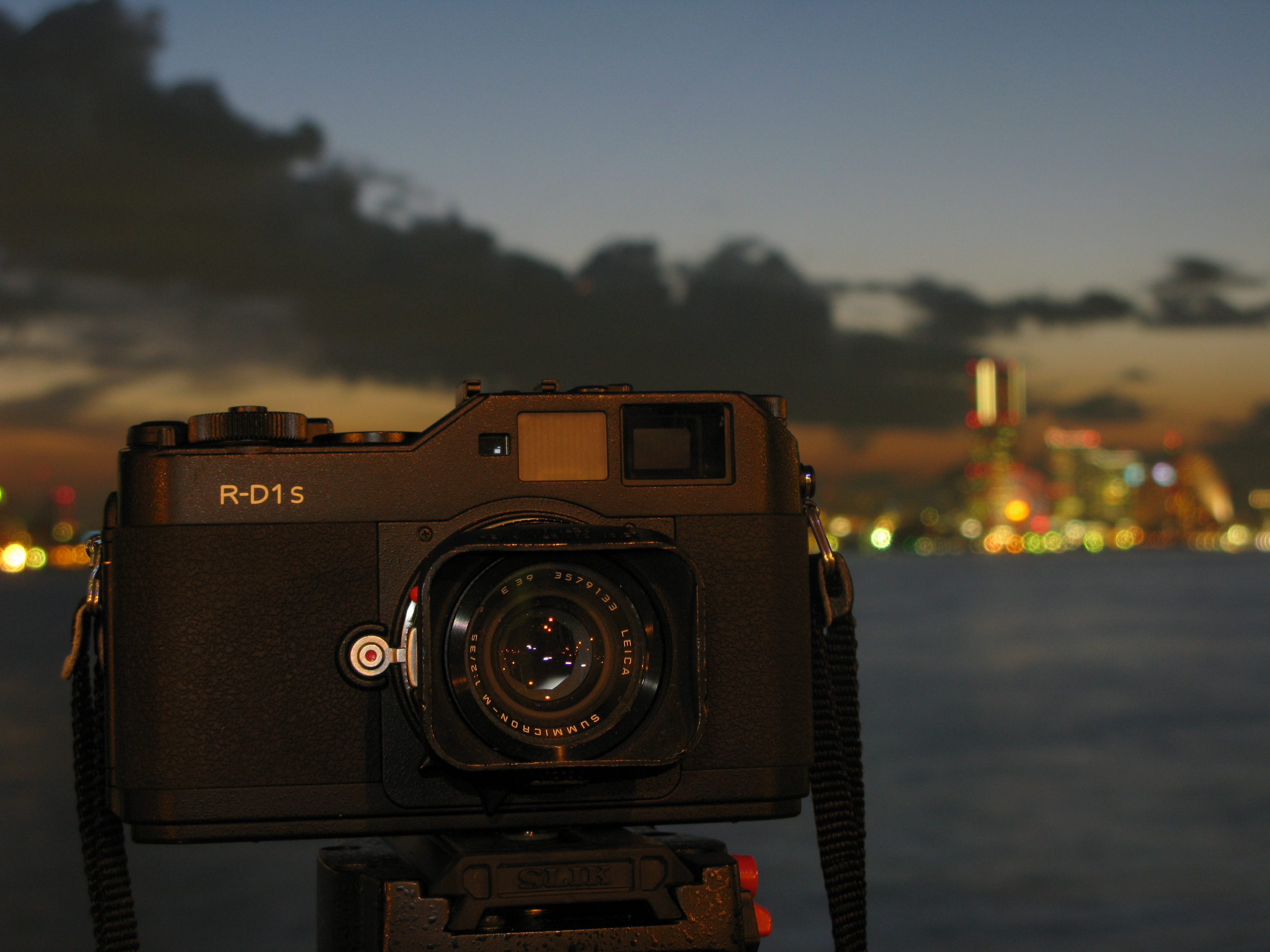
Epson R-D1s

R-D1（アール・ディーワン）は、2004年にセイコーエプソンから発売された、世界初のレンジファインダー式デジタルカメラの名称である。

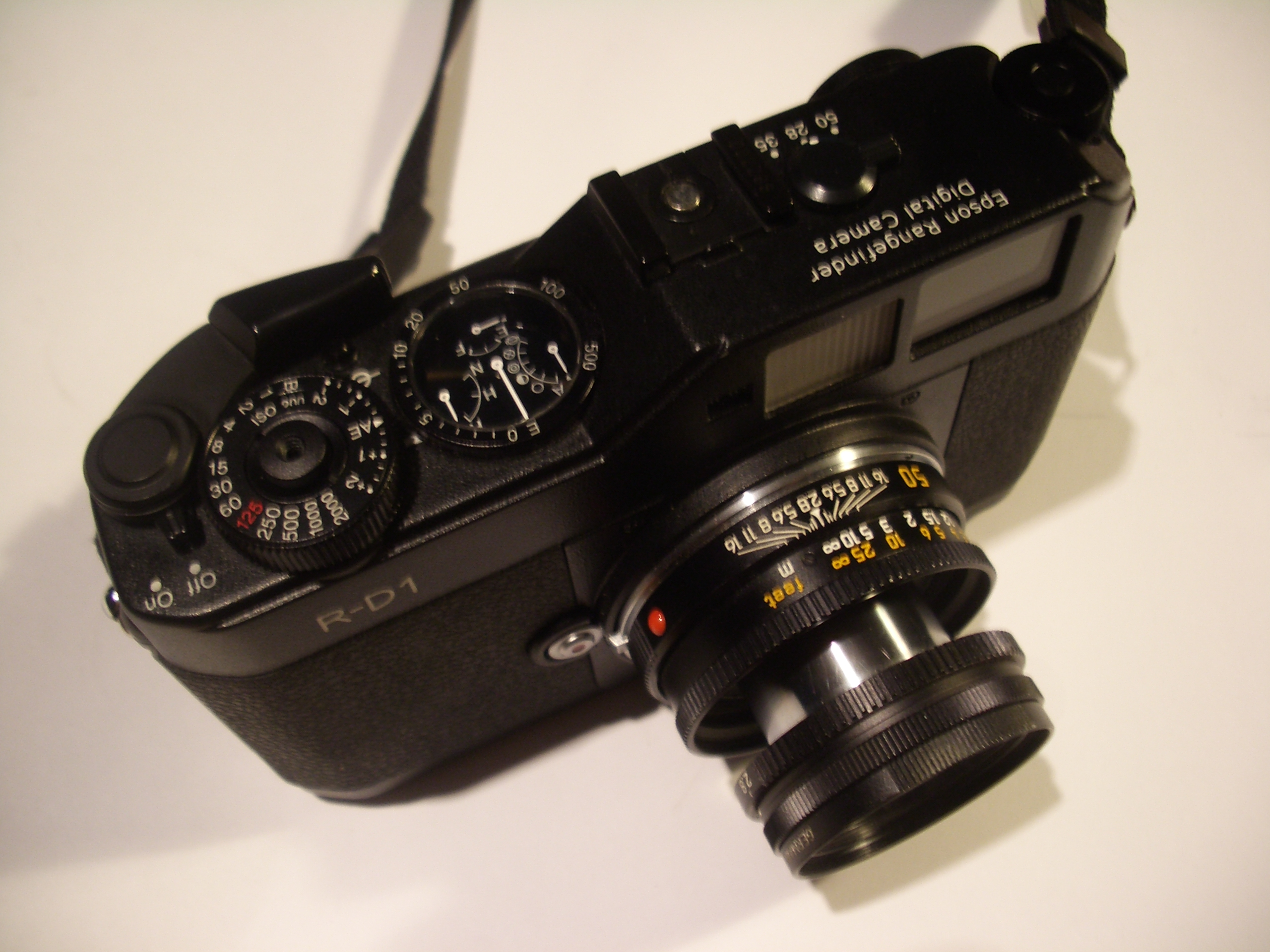
Epson R-D1

RはRange Finder、DはDigital Cameraの頭文字を表し、「最初のレンジファインダー・デジタルカメラ」であることを意味している。2006年には、R-D1の改良機R-D1s（アール・ディーワン・エス）が、2007年にはレンズセットモデルR-D1sLが、2009年には後継機R-D1xGが発売された。

## 概要
R-D1は、コシナがフォクトレンダーブランドで発売しているベッサRシリーズを基礎として造られており、外観がこれに似る。レンズ交換式デジタルカメラであるにもかかわらず、巻き上げレバーや巻き戻しクランクを模した操作系を配してオートフォーカスは搭載しないなど、最新技術を投入した各社のデジタル一眼レフとは一線を画す趣味性の高いカメラとなっていることが特徴である。
画像処理もセイコーエプソンのプリンタ技術がフィードバックされたかなり独特なもので、いわゆる低ノイズを画質の売りとする一般的な感覚とは逆に、ピクセル等倍鑑賞では明らかにノイズの乗った表現を行う。このノイズは微粒子フィルムの粒状に近く、全体では高い階調感をもった質感のある描写となる。
セイコーエプソンはレンズマウントについて公式にはEMマウントと称しているが、これは実質的にライカMマウントとほぼ完全な互換性があり、多くのライカレンズを使用することができる（super-angulon 21mm F3.4等、後玉の極度に突出したレンズは装着不可）。ただし、撮像素子にAPS-CサイズのCCDを用いているため、ライカMマウント互換のレンズをR-D1に装着した場合、レンズの画角は焦点距離換算でオリジナルの約1.5倍相当となる。このため、元来レンジファインダー・カメラが得意とする広角側の焦点距離にR-D1では対応しにくいという矛盾も抱えている。ちなみに、セイコーエプソンからはEMマウントのレンズは発売されておらず、コシナ・フォクトレンダーのVLマウント・VMマウントレンズ群を使用することが推奨されている。
2005年のカメラグランプリにて、R-D1がカメラ記者クラブ特別賞を受賞。
2014年にR-D1xGの生産終了 。メーカー修理対応も2021年に終了したが、同年にはR-D1ユーザーを対象にした最後の感謝企画として、倉庫に残っていたR-D1s30台の格安販売、オンラインのファンミーティング、写真展が開催された。